# Gareth Delve
Gareth Leon Delve (Cardiff, 30 dicembre 1982) è un ex rugbista a 15 britannico, internazionale per il Galles, primo straniero a diventare capitano di una formazione australiana di Super Rugby, i Melbourne Rebels..

## Biografia
Benché gallese, Delve si formò rugbisticamente in Inghilterra, a Bristol, città in cui compì gli studi superiori dopo avere lì vinto una borsa di studio.
Il suo primo contratto professionistico fu nella vicina Bath nel 2001, con cui vinse il campionato inglese nel 2003-04; nel 2006 giunse la sua prima convocazione per il Galles, nel corso del Sei Nazioni di quell'anno a Cardiff contro la Scozia.
Nell'estate del 2007 si trasferì al Gloucester del quale, nel 2009, fu nominato co-capitano insieme a Mike Tindall.
Al termine della stagione, Delve accettò una proposta d'ingaggio giunta da una neonata formazione australiana di Super Rugby, il Melbourne Rebels, che godeva di una dispensa sul numero massimo di stranieri da reclutare per via del fatto che stava costruendo la squadra da zero; Delve fu uno dei britannici, insieme all'inglese Danny Cipriani, cui fu proposto di far parte della squadra per il Super Rugby 2011; il trasferimento a Melbourne giunse alla fine della stagione di Premiership.
Nel 2012 Delve estese per un'ulteriore stagione il suo contratto in scadenza e, dopo essere stato nominato miglior giocatore dei Rebels della stagione appena conclusa, ricevette i gradi di capitano della squadra per il 2013, primo straniero nella storia del Super Rugby a guidare in campo una compagine australiana.
Al termine della stagione successiva, tuttavia, a Delve, così come ad altri giocatori provenienti dall'estero che facevano parte del club fin dall'origine, non fu rinnovato il contratto in quanto era terminata la dispensa per tenere in rosa giocatori stranieri in sovrannumero rispetto al consentito.
L'ultimo incontro di Delve da capitano dei Rebels fu nella giornata finale della stagione regolare del Super Rugby 2013, una vittoria interna contro i neozelandesi Highlanders per 38-37 in rimonta, dopo un primo tempo chiuso dagli ospiti con un vantaggio di 31-7.
Per la stagione successiva Delve si trasferì nella formazione giapponese dei NEC Green Rockets di Abiko (prefettura di Chiba).
A livello internazionale ha disputato il suo più recente incontro per il Galles contro l'Italia nel Sei Nazioni 2010; a tale data sono 11 le sue presenze in rappresentanza del suo Paese.

## Palmarès
- Premiership: 1
Bath: 2003-04